# 瞿应绍

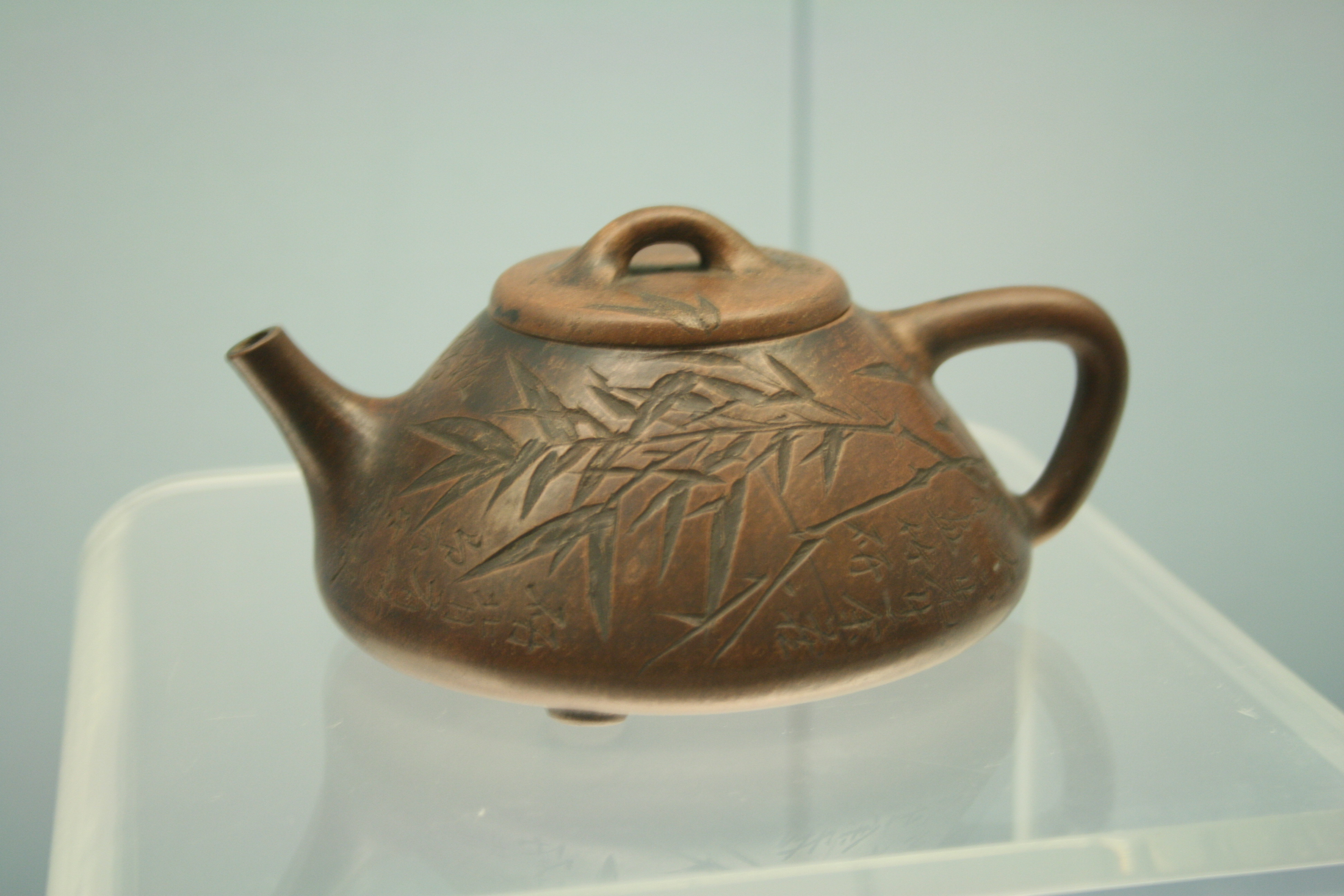
上海博物馆藏瞿应绍制子冶石瓢

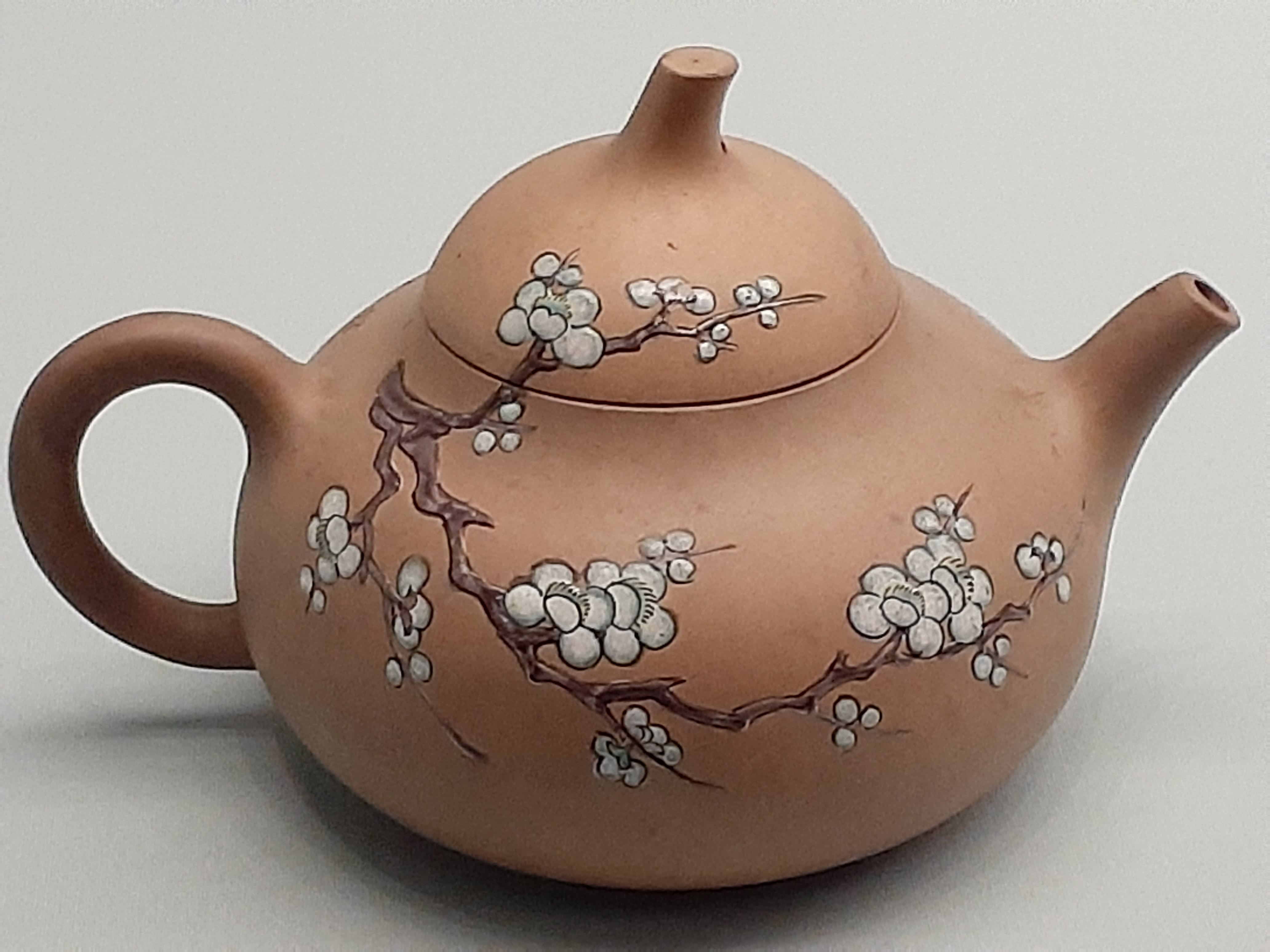
香港茶具文物馆藏瞿应绍制仿曼生粉彩梅枝刻铭壶

瞿应绍（1780年—1849年），字子冶，一字陛春，号月壶、瞿甫，又署老冶，室名毓秀堂。江苏上海人，清代书画篆刻家、陶艺家、收藏家。

## 生平
瞿应绍是清代道光年间贡生，官至浙江省玉环厅同知。他善诗词、书画、篆刻，师法“清初六大家”之一的恽寿平，尤擅画竹、兰、柳。亦好收藏古物，并精于鉴别金石文字。他还擅长陶刻，常将自画铭刻于紫砂壶上。他是陈曼生之后的又一位壶艺书画家，其所制之壶时人称为“三绝壶”，即“书绝、画绝、壶绝”。他常与杨彭年、申锡、吉安、邓奎等合作制壶。他与杨彭年首创的“子冶石瓢”是其代表作，也是流传至今的经典紫砂壶型。其传世著作有《月壶题画诗》、《月壶草》。咸丰年间上海小刀会起义，其所藏书画古玩皆因战乱而散失。